# Autotrasformatore

Autotrasformatore, con multiprese in uscita

L'autotrasformatore è un particolare tipo di trasformatore costituito da un unico avvolgimento dotato di prese intermedie.
Rispetto al comune trasformatore, l'avere un solo avvolgimento semplifica molto la costruzione, riduce di molto le perdite ohmiche dovute alla resistenza dei conduttori ed elimina i problemi di isolamento fra avvolgimenti. D'altro canto, al contrario del normale trasformatore, primario e secondario non sono galvanicamente isolati tra loro, per cui l'utilizzo dell'autotrasformatore è vietato in apparecchi ed ambienti dove è richiesta la massima sicurezza elettrica.

## Caratteristiche
La caratteristica fondamentale di un autotrasformatore è che la tensione di ingresso sul primario è legata alla tensione sul secondario dal rapporto tra il numero di spire dei rispettivi avvolgimenti:
{\displaystyle {\frac {V_{p}}{V_{s}}}={\frac {N_{p}}{N_{s}}}=R}
Invece la corrente che fluisce nel primario crea un flusso magnetico che induce una corrente di verso opposto nel secondario, come nel normale trasformatore: ma poiché in questo caso il secondario è parte del primario, le due correnti si sottraggono, con il risultato che in parte dell'avvolgimento scorre una corrente molto più bassa di quella assorbita ed erogata. Il rapporto tra le correnti è l'inverso del rapporto tra il numero di spire degli avvolgimenti:
{\displaystyle {\frac {I_{p}}{I_{s}}}={\frac {N_{s}}{N_{p}}}}
ma essendo le correnti di verso opposto, la corrente totale che scorre nel secondario (cioè nella parte di spire in comune, Ns) sarà:
{\displaystyle I_{tot}=I_{p}-I_{s}}
Quindi, se il rapporto di conversione è molto vicino all'unità, gran parte dell'avvolgimento sarà percorso da correnti molto basse, e di conseguenza si riuscirà ad ottenere una maggiore economia sulla quantità di rame da utilizzare essendo la sezione della parte di avvolgimento in comune percorsa da una corrente minore. 
Il rapporto tra il peso di un autotrasformatore {\displaystyle P_{a}} e quello di un trasformatore tradizionale {\displaystyle P_{t}} può essere espresso tramite la seguente relazione:
{\displaystyle P_{a}=P_{t}\cdot \left(1-{\frac {1}{R}}\right)}

## Vantaggi

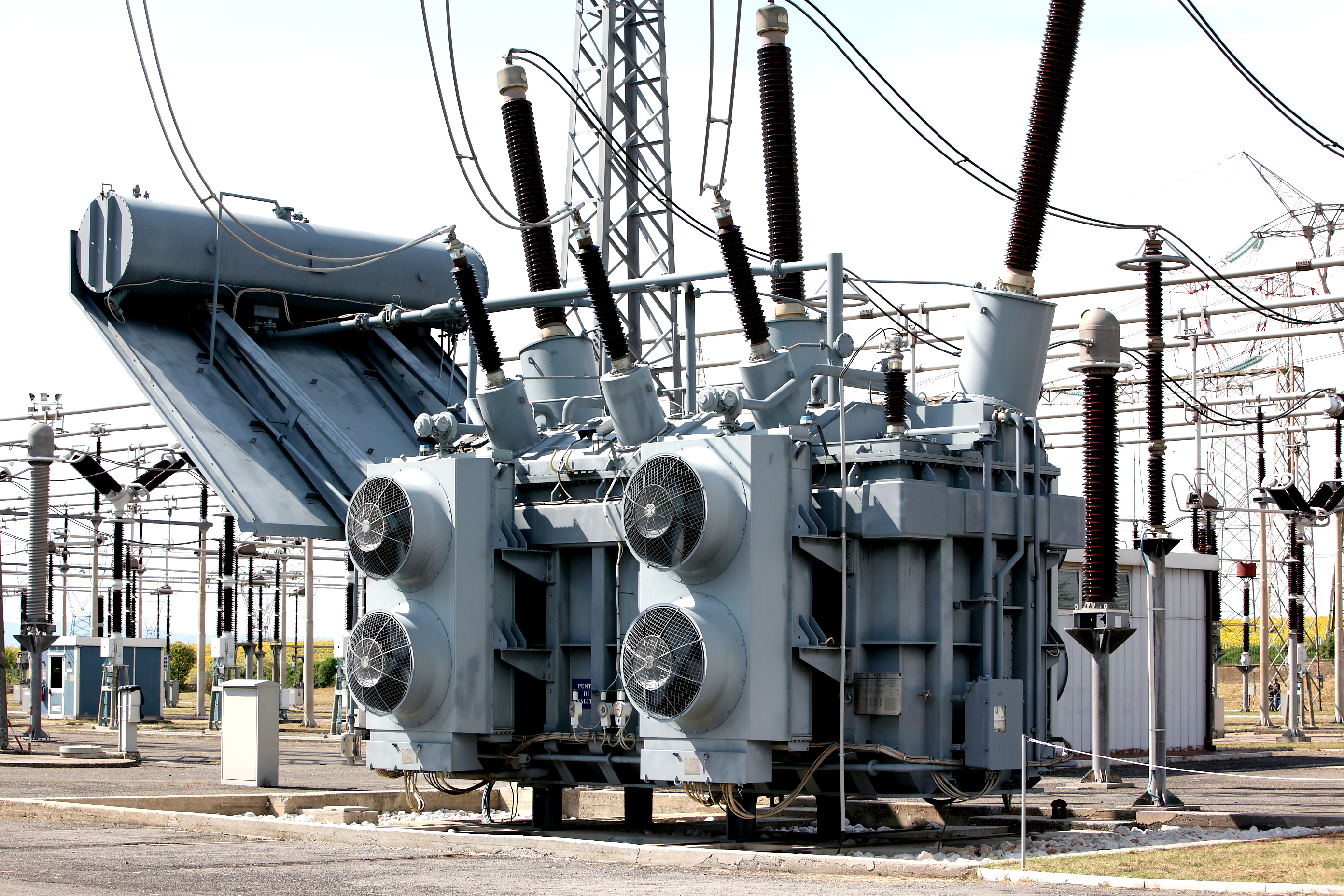
Autotrasformatore di potenza 250 MVA di interconnessione tra la rete di trasmissione a 380 kV e quella di sub-trasmissione a 150 kV, con raffreddamento OFAF

Quindi un autotrasformatore rispetto a un trasformatore tradizionale equivalente:
- è più piccolo;
- è più leggero;
- è più economico
- assorbe meno potenza, ossia ha un rendimento più alto, questo è tanto più vero quanto più il rapporto di trasformazione si avvicina a 1.

Il vantaggio fondamentale è che uscita/ingresso non sono separati. Trattandosi infatti dello stesso circuito (avvolgimento), se utilizzato con tensioni maggiori di 50 volt, garantisce l'intervento delle protezioni (interruttore differenziale) poste a monte poiché, in caso di contatto diretto, la eventuale corrente di guasto a terra riesce a tornare al centro stella del trasformatore trifase M.T./B.T. (media tensione/bassa tensione) della cabina di fornitura facendo scattare l'interruttore differenziale.
Utilizzando un trasformatore con ingresso/uscita isolati, ciò non sarebbe possibile a meno che il neutro del circuito secondario non venga posto a terra, come una vera e propria cabina.
In questo caso la protezione differenziale andrebbe inserita anche sull'uscita del trasformatore a protezione delle utenze alimentate.

## Svantaggi
Tuttavia, come già detto, l'autotrasformatore:
- non offre isolamento galvanico fra gli avvolgimenti, con rischi per la sicurezza e il funzionamento degli apparecchi a esso collegati, ed è necessario prendere delle precauzioni speciali se si vuole mettere a terra il secondario;
- è meno sicuro: un'eventuale rottura del trasformatore può sottoporre il carico all'intera tensione del primario. Per questo l'uso degli autotrasformatori è limitato a rapporti di conversione non superiori a 1:3 o 1:4.

## Uso
Un classico impiego dell'autotrasformatore è nella conversione tra le tensioni di rete in uso in vari paesi del mondo (220 V, 240 V, 110 V).
Vengono anche usati per generare la scintilla nei motori termici ad accensione comandata (i cosiddetti motori a scoppio) e prendono il nome di bobina d'accensione.